# Leonard Terfelt
Leonard Daniel Andreas Terfelt (Stockholm, 20 augustus 1976) is een Zweeds acteur.

## Carrière
Terfelt begon in 2000 met acteren in de film Jalla! Jalla!, waarna hij nog meerdere rollen speelde in films en televisieseries. Hij speelde in onder andere Wallander (2013) en The Bridge (2018). In 2008 werd Terfelt genomineerd voor een Guldbagge Award voor zijn rol in de film Leo, in de categorie Beste Acteur. Naast het acteren voor televisie is hij ook actief in het theater. Zo speelde hij onder andere in het Kungliga Dramatiska Teatern en het Zweedse Nationaal Theater.

## Filmografie

### Films
Uitgezonderd korte films.
- 2014 Flugparken - als Alex
- 2012 Studio Sex - als Christer Lundgren
- 2007 Leo - als Leo
- 2005 Fyra veckor i juni - als Förman
- 2000 Jalla! Jalla! - als Paul

### Televisieseries
Uitgezonderd eenmalige gastrollen.
- 2021-2024 Young Royals - als Micke - 9 afl.
- 2022 Roslund & Hellström: Cell 8 - als Ewert Grens - 6 afl.
- 2020 Morden i Sandhamn - als Anders - 2 afl.
- 2020 Roslund & Hellström: Box 21 - als Ewert Grens - 6 afl.
- 2019 Heder - als Robert - 8 afl.
- 2018 The Bridge - als William - 5 afl.
- 2013 Wallander - als Hans von Enke - 5 afl.
- 2012 Arne Dahl: Europa blues - als Rune Nilsson - 2 afl.
- 2008-2009 Oskyldigt dömd - als Roger Andersson - 24 afl.
- 2007 Höök - als Niillas Kimmel - 12 afl.

- Gemeinsame Normdatei: 1033316377
- International Standard Name Identifier: 0000 0004 0303 7976
- Nederlandse Thesaurus van Auteursnamen: 376076100
- Virtual International Authority File: 299160873
- WorldCat: E39PBJdh4763bmjrMtfQtHVQv3